# Burgstraße (Güstrow)

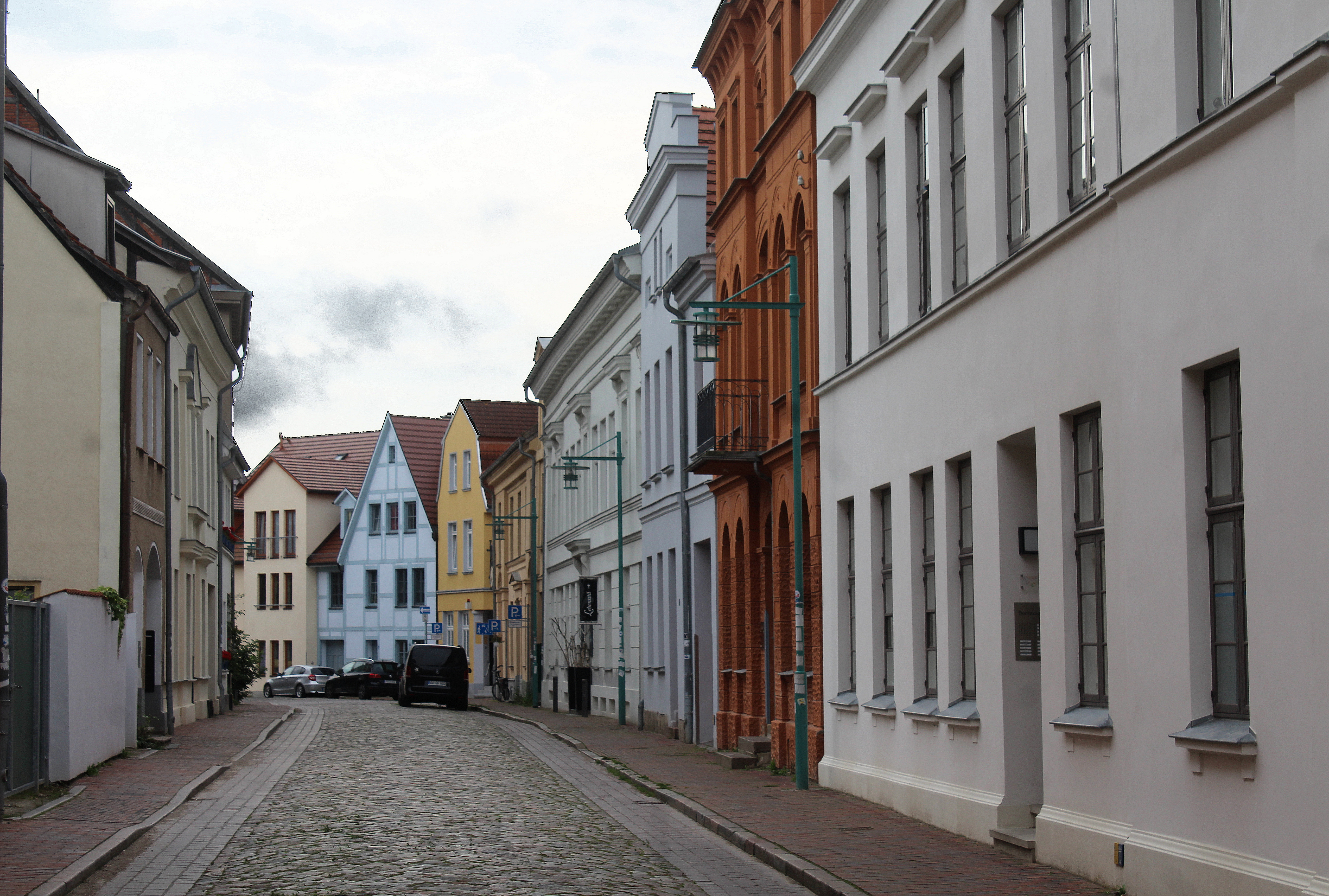
Rechts: Eckhau Domstraße, dann Burgstraße 9 bis 5, Schlossstraß 1 und Burgstraße 4 bis 3

Die historische Burgstraße in Güstrow in der Altstadt liegt südlich vom Stadtzentrum.
Sie führt in Ost-West-Richtung von der Gleviner Straße bis zur Domstraße.

## Nebenstraßen

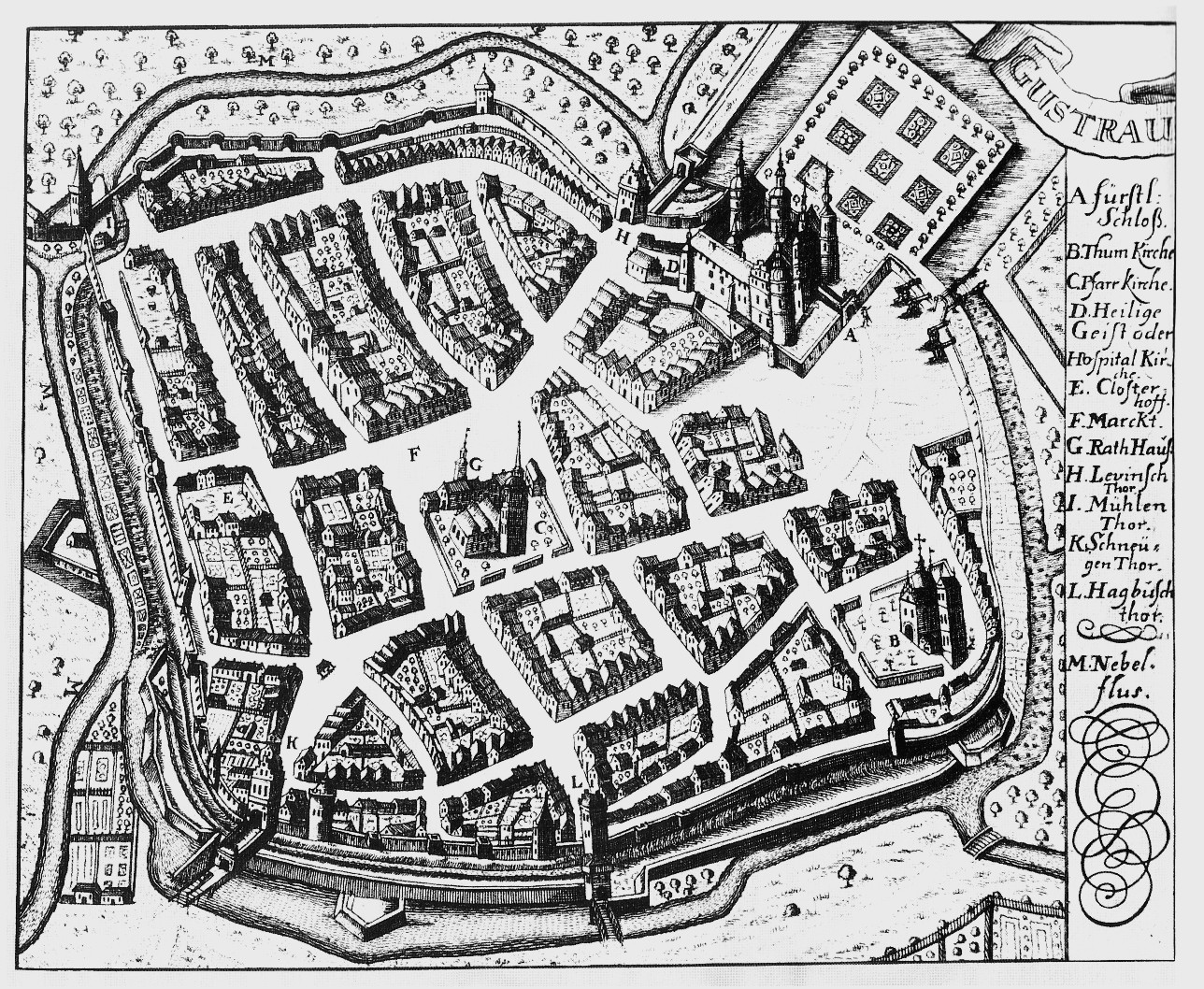
Güstrow 1706

Die Nebenstraßen und Anschlussstraßen wurden benannt als Gleviner Straße  nach dem nicht erhaltenen slawischen Dorf Glevin und der ehemaligen Gleviner Burg, Schloßstraße nach dem Güstrower Schloss aus der Renaissance und Domstraße nach dem mittelalterlich Güstrower Dom.

## Geschichte

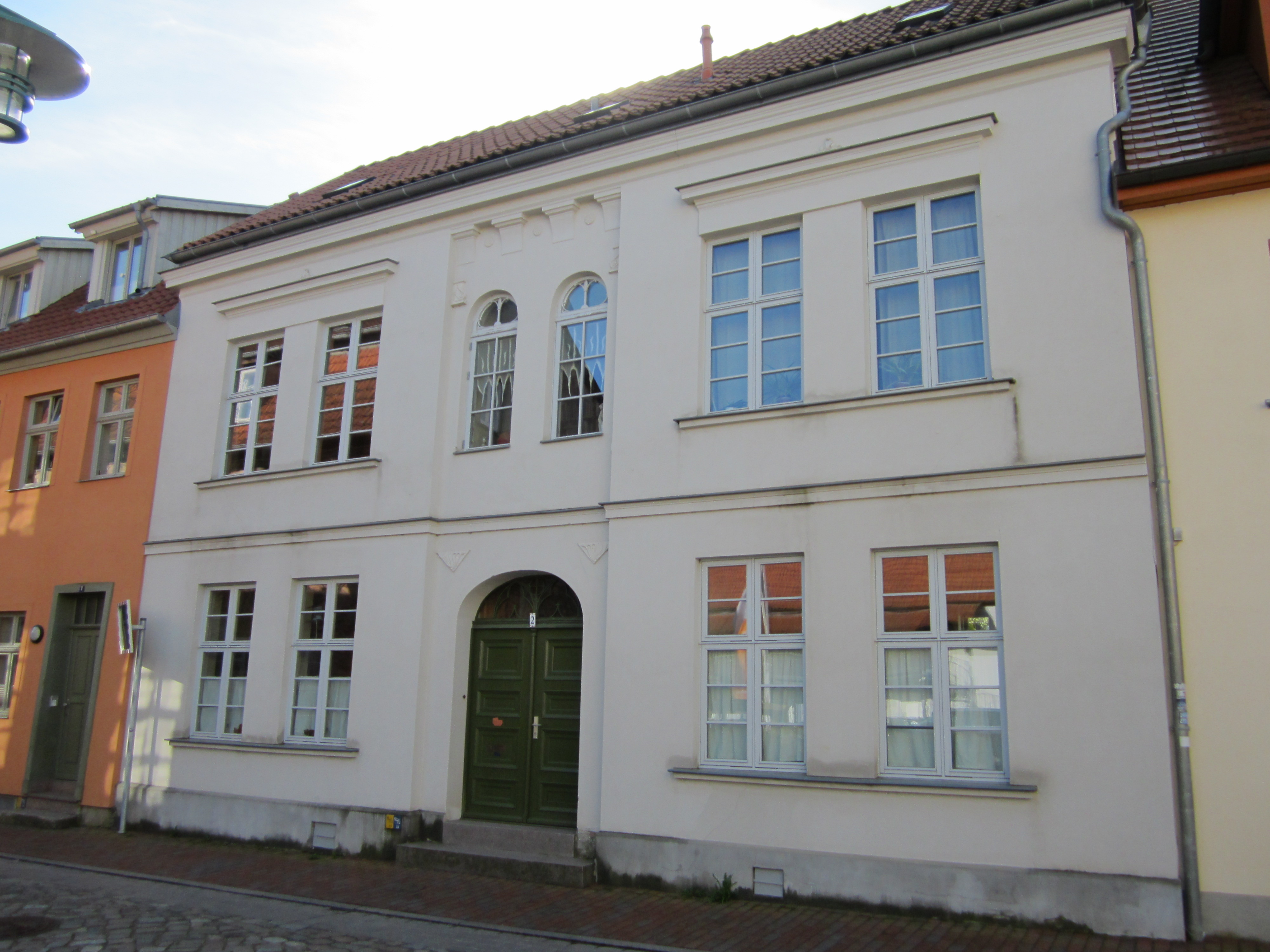
Nr. 2

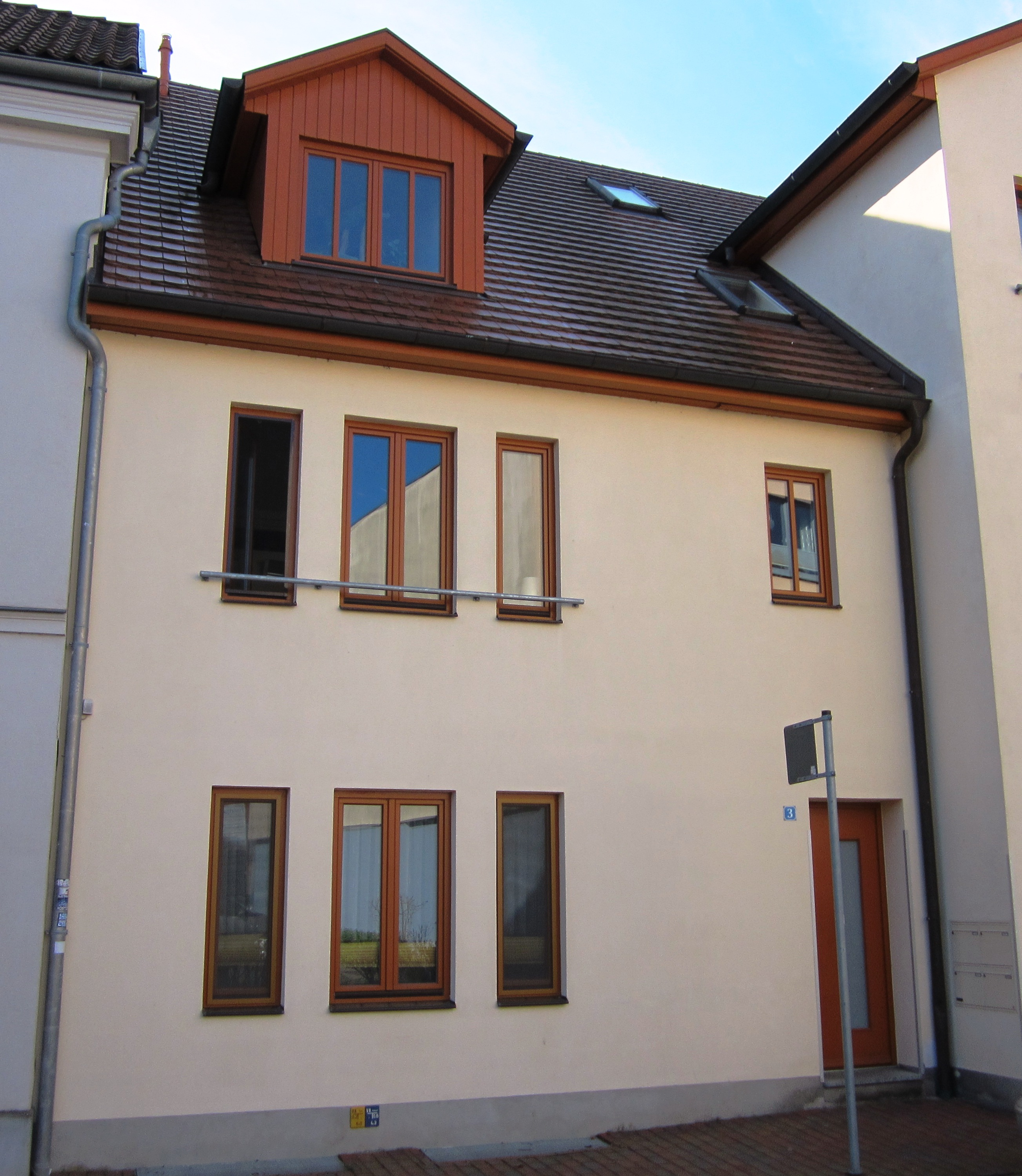
Nr. 3

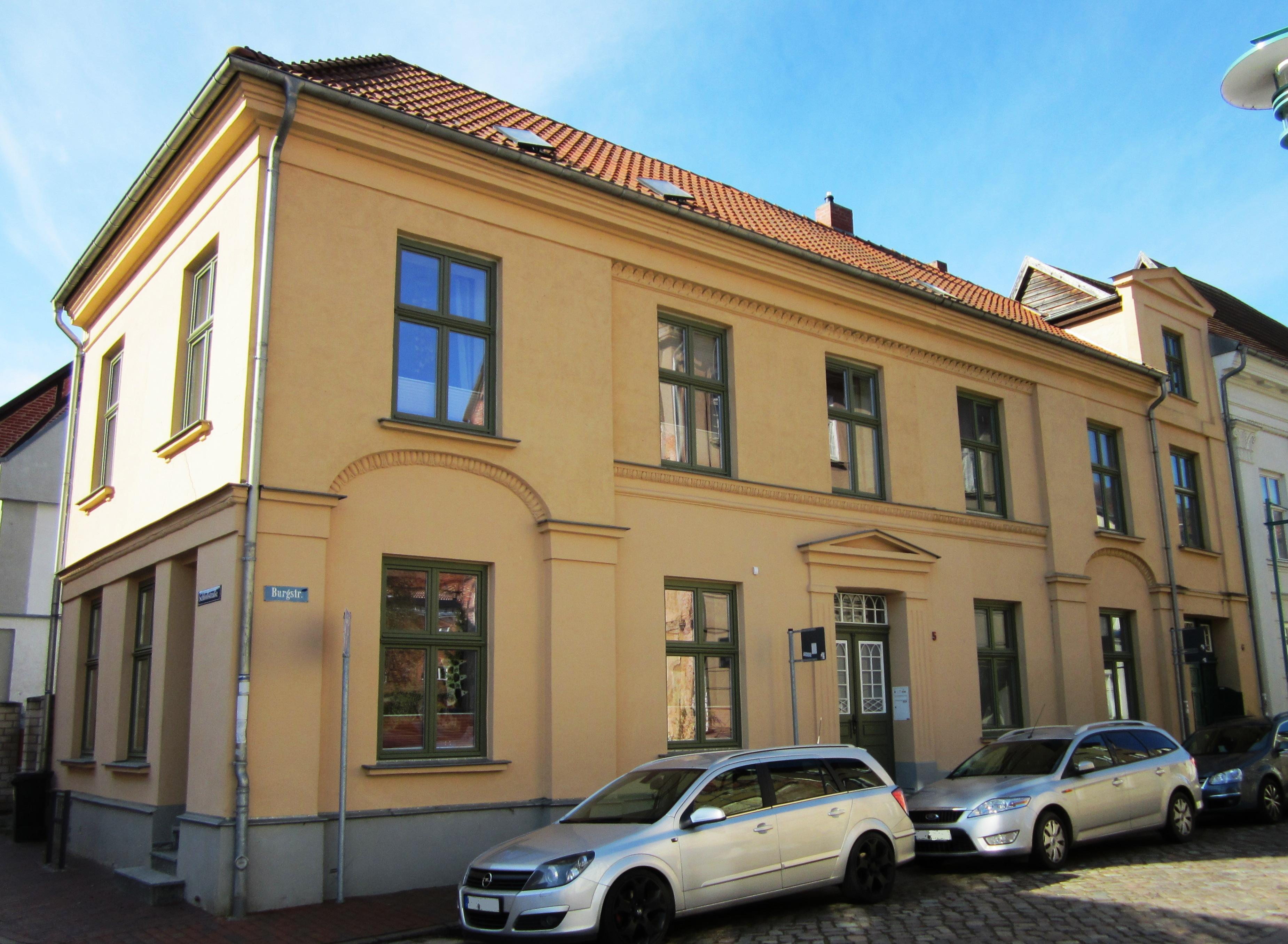
Nr. 5/6

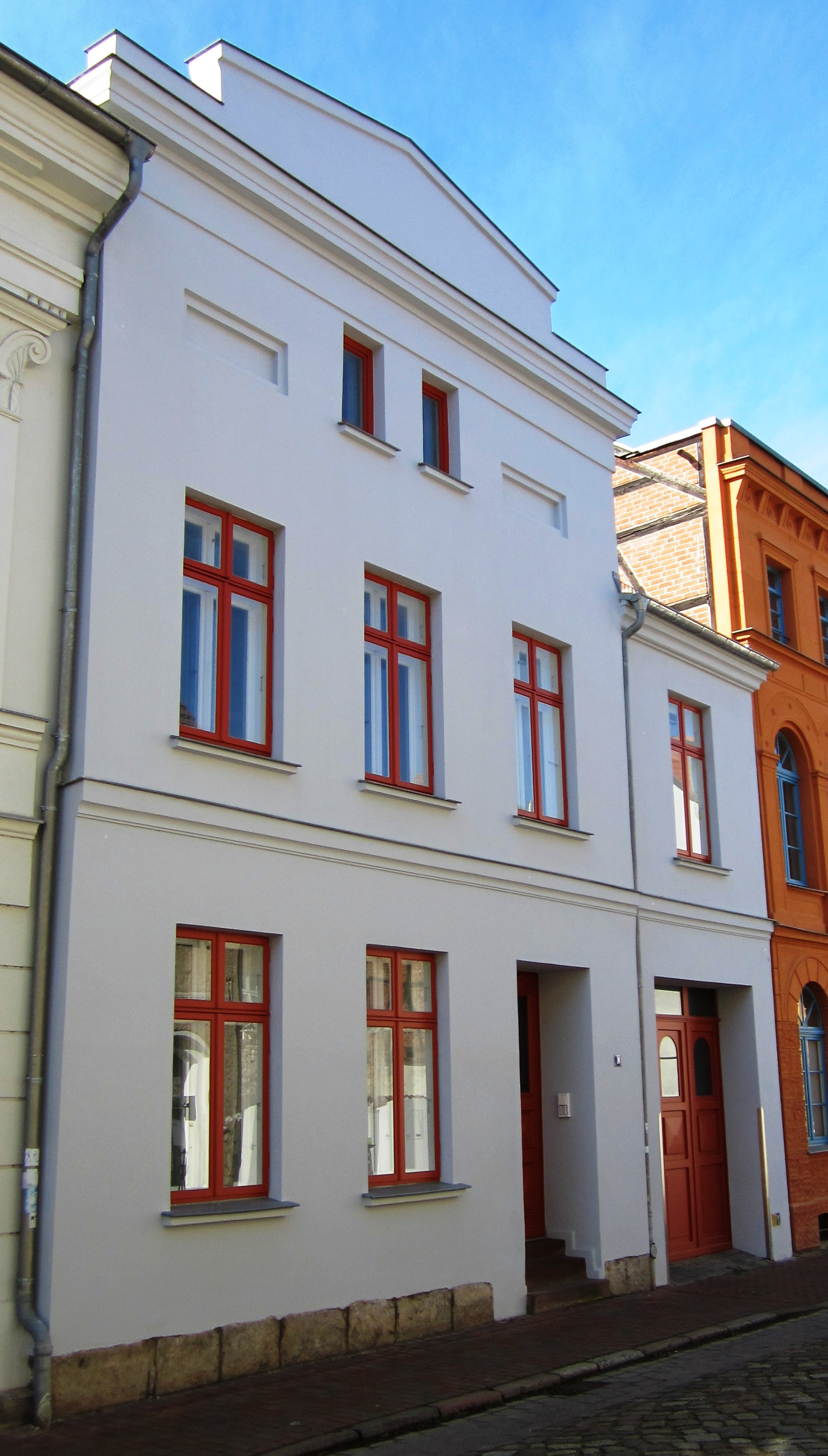
Nr. 8

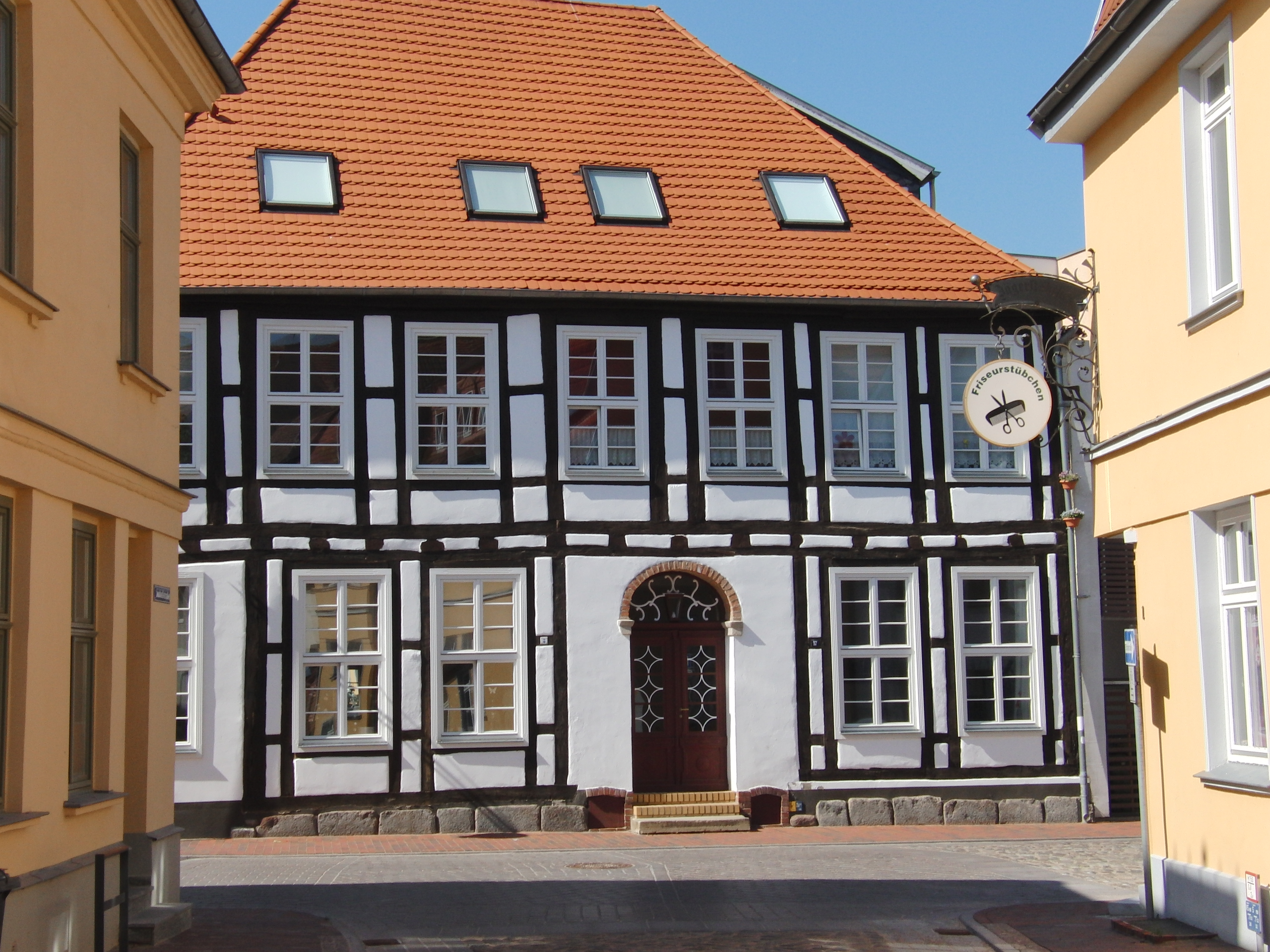
Nr. 17

Die Straße wurde 1602 nach der früheren slawischen Burg benannt, die 1307 erstmals erwähnt und die u. a. nach dem 1557 abgebrannten Südflügel durch die Schlossbauten ersetzt wurde. Zuvor hieß sie die Gosow oder Gosselhörn nach der Gänseweide.
Güstrow besteht seit um 1100 und war von 1229 bis 1436 sowie von 1556 bis 1695 Residenzstadt. Die slawische Burg und Schloss Güstrow prägten den Ort. Nach dem großen Stadtbrand von 1503 wurden viele Häuser neu erbaut.
Möglicherweise war hier früher die Begrenzung der sogenannten Burgfreiheit, ein Bereich der noch von der Burgmauer einbezogen war. Die Straße wurde dann zu einer Wohnstraße. Hier standen nach 1928 und stehen sogenannte Feierabendhäuser der Diakonie zur Pflege und Betreuung älterer Menschen.
Ab 1991 wurde die historische Altstadt als früheres Nationales Flächendenkmal und nun Modellstadt der Städtebauförderung saniert, so auch die Straße und viele Häuser.

## Gebäude, Anlagen (Auswahl)
An der Straße stehen zumeist zweigeschossige Häuser. Die mit (D) gekennzeichneten Häuser stehen unter Denkmalschutz.
Südseite
- Gleviner Straße Nr. 29, Ecke Burgstraße: 2-gesch. Wohnhaus mit einem Wiener Café
- Nr. 1: 2-gesch. rotes Wohnhaus mit Tordurchfahrt
- Nr. 2: 2-gesch. klassizistisches saniertes Wohnhaus (D)
- Nr. 3: 2-gesch. Wohnhaus von  nach 1991 mit einem seitlichen 3-gesch. Giebelrisalit; früher stand hier ein Wohn- und Geschäftshaus mit einem seitlichen Zwerchgiebel
- Nr. 4: 2-gesch. Giebelwohnhaus von nach 1991, früher stand hier ein 3-gesch. klassizistisches Wohnhaus
- Schlosstraße Nr. 1, Ecke Burgstraße: 2-gesch. saniertes Giebelwohn- und Geschäftshaus aus den 1920er Jahren mit Mansarddach
- Nr. 5: 2-gesch. historisierendes Wohnhaus, saniert in den 1990er Jahren
- Nr. 6: 2-gesch. Wohnhaus, saniert in den 1990er Jahren
- Nr. 7: 2-gesch. klassizistisches saniertes Wohn- und Geschäftshaus (D)
- Nr. 8: 3-gesch. klassizistisches Wohnhaus (D), saniert in den 1990er Jahren
- Nr. 9: 3-gesch. neoklassizistisches englischrotes Wohnhaus (D) mit Ehrenamtsstiftung MV
- Domstraße Nr. 6, Ecke Burgstraße: 2-gesch. barocke und klassizistische weiße 2016 sanierte Wohnhausanlage (D)

Nordseite
- Nr. 13: 2-gesch. 8-achsiges historisierendes Wohnhaus (D), saniert in den 1990er Jahren
- Nr. 14: 2-gesch. Wohnhaus (D), saniert in den 1990er Jahren
- Nr. 15: 3-gesch. verputztes Wohnhaus (D) mit Fachwerk
- Nr. 16: Baulücke nach Abriss eines Feierabendhauses, Planung für 2-gesch. Neubau (2021)
- Nr. 17: 2-gesch. Wohnhaus (D) mit Fachwerk und Walmdach, saniert
- Nr. 18: 2-gesch. ehem. Wohnhaus (D) (?)
- Nr. 25: 2-gesch. Wohnhaus
- Gleviner Straße Nr. 30, Ecke Burgstraße: 3-gesch. klassizistisches Wohn- und Geschäftshaus (D), gegliedert durch zwei Pilaster, 1993 saniert von der WGG als Bürohaus

## Literatur

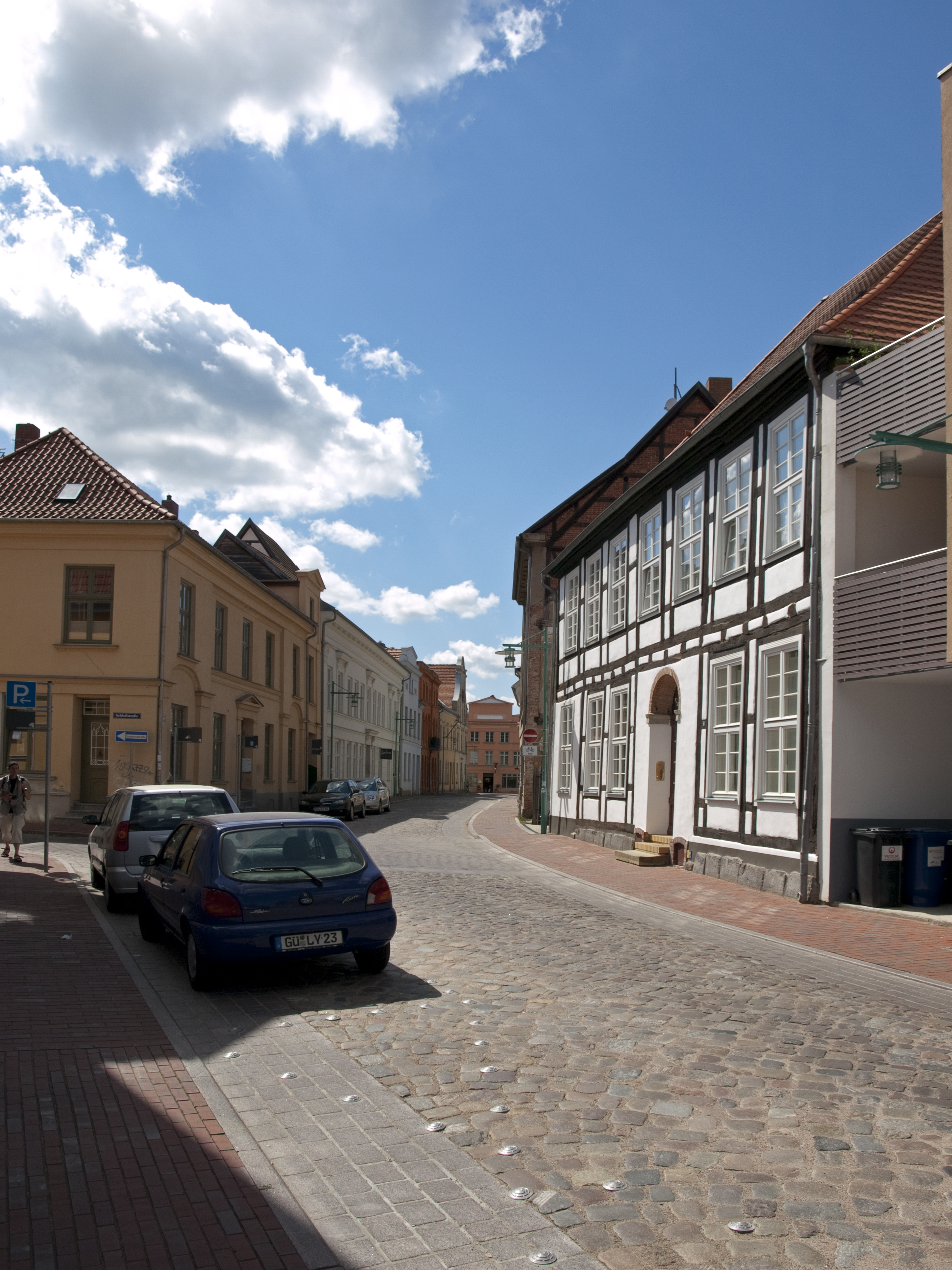
Rechts Nr. 17, links Nr. 5–9
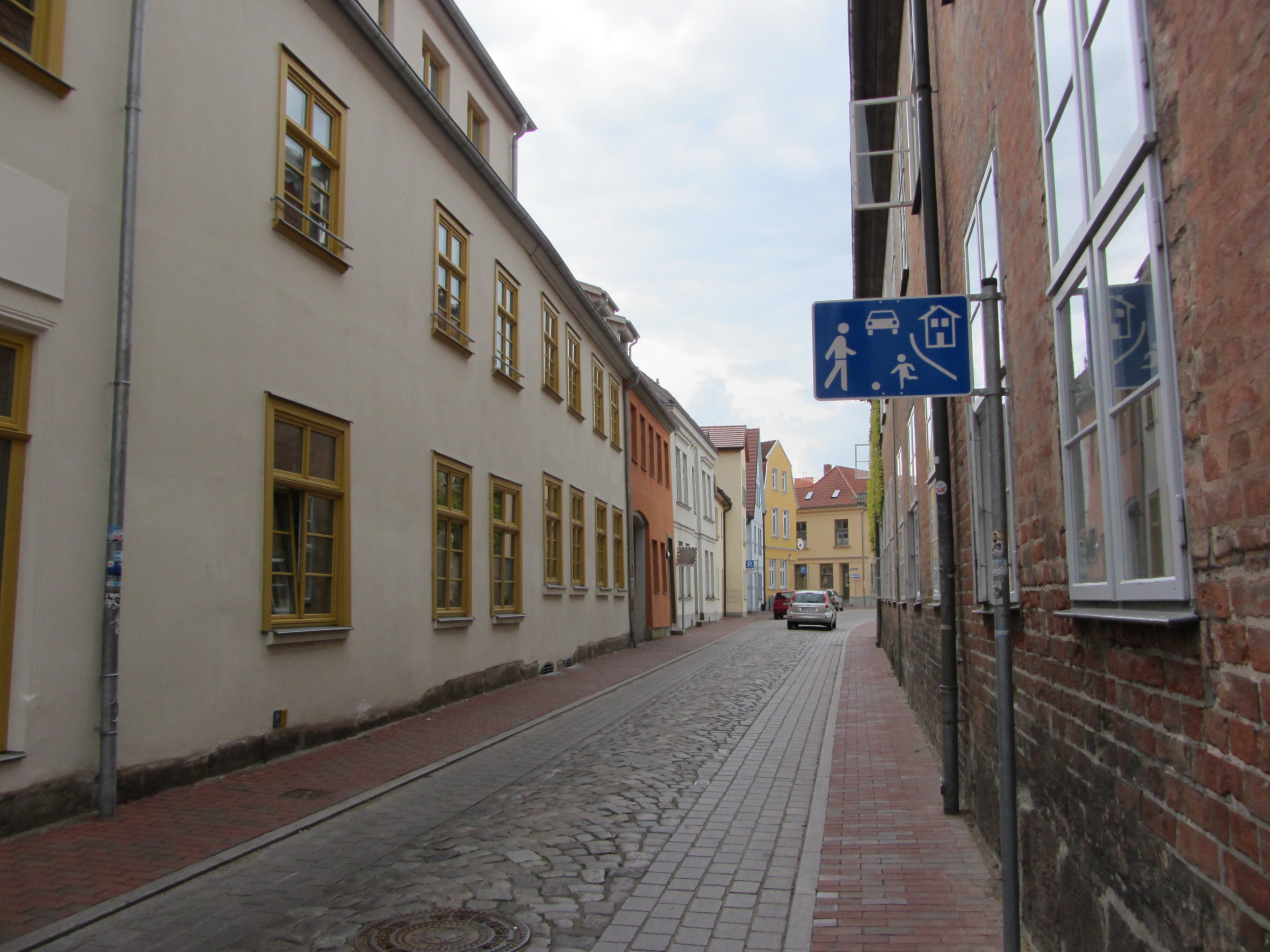
Links Gleviner Straße 29 sowie Nr. 1–4
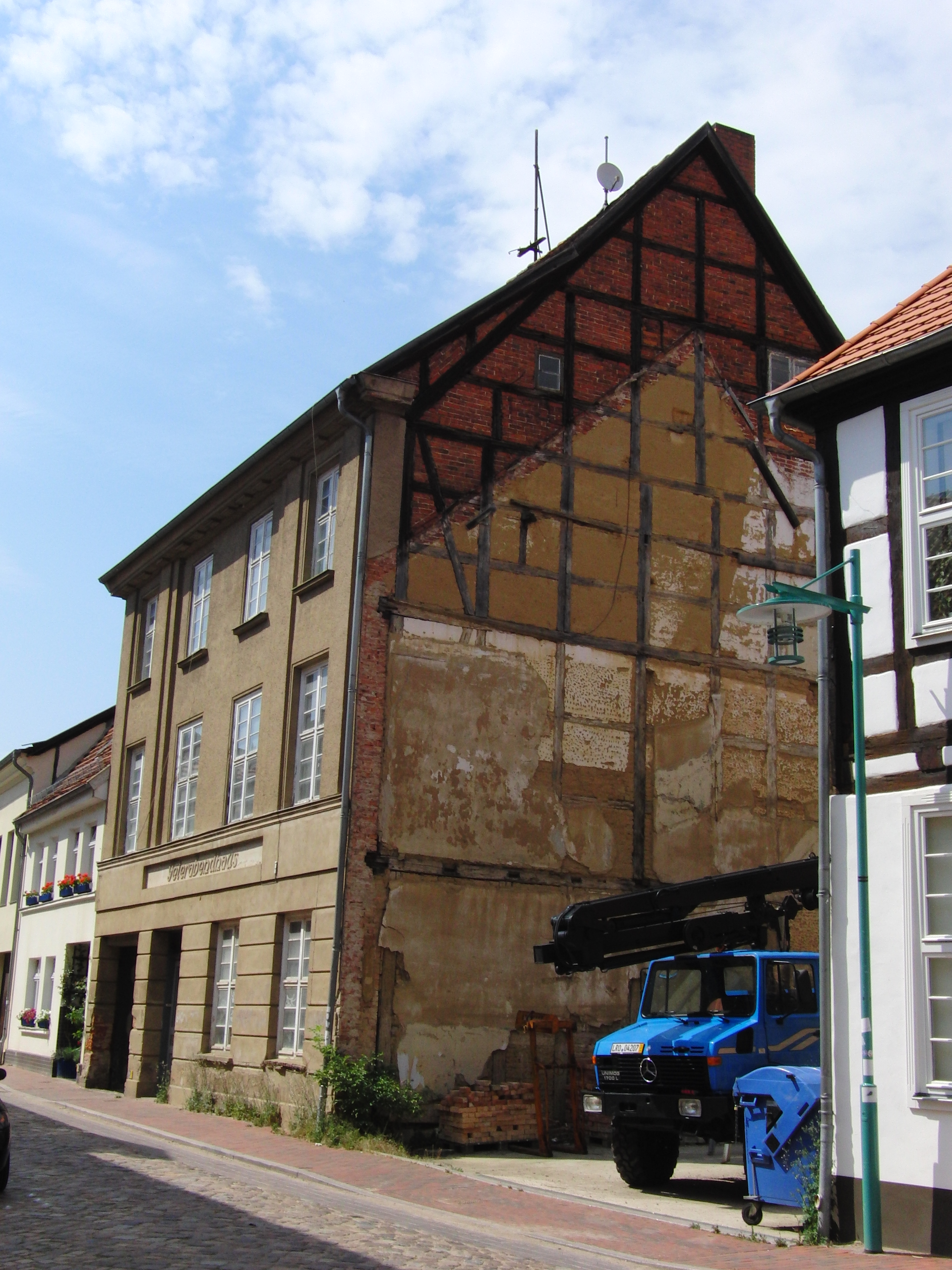
Nr. 15